# Nietulisko (gromada)
Nietulisko (alt. Nietulisko Wielkie) – dawna gromada, czyli najmniejsza jednostka podziału terytorialnego Polskiej Rzeczypospolitej Ludowej w latach 1954–1972.
Gromady, z gromadzkimi radami narodowymi (GRN) jako organami władzy najniższego stopnia na wsi, funkcjonowały od reformy reorganizującej administrację wiejską przeprowadzonej jesienią 1954 do momentu ich zniesienia z dniem 1 stycznia 1973, tym samym wypierając organizację gminną w latach 1954–1972.
Gromadę Nietulisko z siedzibą GRN w Nietulisku (Wielkim) (obecna nazwa to Nietulisko Duże) utworzono – jako jedną z 8759 gromad na obszarze Polski – w powiecie opatowskim w woj. kieleckim, na mocy uchwały nr 13f/54 WRN w Kielcach z dnia 29 września 1954. W skład jednostki weszły obszary dotychczasowych gromad Nietulisko Wielkie, Nietulisko Małe i Doły Biskupie oraz wieś Doły Opacie z dotychczasowej gromady Prawęcin ze zniesionej gminy Kunów w tymże powiecie. Dla gromady ustalono 22 członków gromadzkiej rady narodowej.
29 lutego 1956 do gromady Nietulisko przyłączono osadę młyńską Doły Opacie z gromady Bukowie w tymże powiecie.
Gromadę zniesiono 1 stycznia 1969, a jej obszar włączono do gromady Kunów.